# Селевац
Селевац је насељено место у Србији, у општини Смедеревска Паланка, у Подунавском округу. Према попису из 2022. године, у селу је било 2.766 становника, а број житеља је у константном паду.
Селевац лежи северозападно од Смедеревске Паланке, на пиносавској површини која је избраздана потоцима, од којих је главни Велевац. На странама и косама између ових потока, налазе се сеоске куће. Селевац је насеље разбијеног типа, шумадијске врсте. Има више заселака. Дели се на Мангулски и Доњи крај, засеоке Ћиће и Гај и насеља Луњевац, Брдњак и Бачинац. Има селевачких породица које су се одселиле на своја имања у село Добри До.
У селу постоји пошта, полицијска станица, месна канцеларија, дом културе, а поред основне школе, у Селевцу постоји и вртић. Село се налази на претежно једнакој удаљености од Смедеревске Паланке, Смедерева и Младеновца, те је добро повезано саобраћајницама са овим општинама. Најближа железничка станица селу је у Коларима, а после тога у Смедеревској Паланци.
Селевачки атар је простором велик. Он заузима површину од око 5.700 хектара целокупног земљишта. Имања овог села граниче се са имањима атара: Азање, Добродола, Михајловца, Бадљевице, Друговца, Суводола и Велике Крсне.

## Историја
Селевац спада међу стара села. Помиње се у првим десетинама 18. века, а за време аустријске владавине (1718—1739) помиње се као насељено место под именом Selliwaz.
Услед тешких прилика за време Турака, становништво је било присиљено да се помера, да тражи сигурније место, да се склони што даље од турских пребивалишта. После Кочине крајине и Свиштовског мира, ново становништво је долазило у великом броју и ово се наставило све до Првог српског устанка. Нови досељеници припајали су се старима у селу и изван њега, па су тако створени нови крајеви. Оснивана су и нова насеља. Прве куће су биле код Ладне Воде, а прве кућице грађене у Селевцу звале су се бурдељи. Ту је била и прва, најстарија црква, која је изгорела 1813. (спаљена од стране Турака). То се место данас зове Старо село и то је основа Селевца, одакле су се раселили на данашња места по селу и по засеоцима.

### Први и Други српски устанак
Највеће село у Смедеревском округу у доба Првог и Другог српског устанка био је Селевац. Милан Милићевић, први секретар Министарства просвете и члан Српског ученог друштва, прибележио је да је Селевац у том периоду имао 711 пореских глава. Он помиње да се у Првом српском устанку са Вујицом Вулићевићем борио против Турака неки Радојица из Селевца, као обор-кнез, и Јанко из Коњске, као саветник. Према наводима Милићевића:
Кад Карађорђе (1804) разби на Дрлупи (село у Београдској нахији) Аганлију и принуди га да се врати у Београд, он оде у село Селевац, Смедревске нахије, да и ову нахију одмеће. Ту наиђе на скупу доста људи, који су већ били устали и изабрали за старешину Ђушу Вулићевића, из Азање.
Незадовољни становници Смедеревске нахије, због тражења и неправде кнеза Милоша Обреновића, пошли су у буну, са предводником Милојем Ђаком (Ђакова буна — 1825. године). После разбијања Ђакове војске, Јеврем Обреновић, брат кнеза Милоша, упао је у Селевац с једним већим одредом војске, палио куће и опљачкао имовину побуњеника, отерао њихову стоку и убио доста људи за које је дознао да су учествовали у побуни. Многи су се на време склонили из села и побегли у шуму. Прошло је дуже времена да људи нису смели да се врате својим кућама. Вратили су се тек када је то кнез Милош јавно објавио, рекавши да то није његово дело, већ његовог брата, Јеврема. После овог страдања Селевца, грађани нису никако били привржени кнезу Милошу. Кнез Милош се и касније замерио са Селевчанима из Старог краја, где је била црква која је изгорела.
Кад се поставило питање изградње нове цркве, дошло је до неслагања међу грађанима, јер се никако нису могли договорити око места. Позван је и сам кнез Милош да својим присуством и ауторитетом одлучи да где ће се црква саградити. Према његовој одлуци, цркву је требало саградити у Мангулском крају, на месту где се дан-данас налази. Црква брвнара Свете Тројице је саграђена од храстових брвана и има два крова. Стари кров је од шиндре, а после по њему је постављен други кров од црепа. Освештана је 1838. године и посвећена Силаску Светог духа.
Према попису из 1846. године, Селевац је имао 249 кућа.
Указом Краља од 25. јуна 1922. године насеље је добило статус варошице.

## Демографија
У насељу Селевац живи 3.192 пунолетна становника, а просечна старост становништва износи 43,1 година (41,7 код мушкараца и 44,4 код жена). У насељу има 1090 домаћинстава, а просечан број чланова по домаћинству је 3,54.
Ово насеље је великим делом насељено Србима (према попису из 2002. године), а у последња три пописа, примећен је пад у броју становника због масовног одсељавања људи, који зарад бољих услова живота напуштају родни крај.
|  |

| Демографија | Демографија | Демографија |
| Година      | Становника  | Становника  |
| ----------- | ----------- | ----------- |
| 1948.       | 6.275       |             |
| 1953.       | 6.081       |             |
| 1961.       | 5.773       |             |
| 1971.       | 5.328       |             |
| 1981.       | 4.992       |             |
| 1991.       | 4.618       | 4.307       |
| 2002.       | 3.864       | 4.186       |
| 2011.       | 3.406       |             |
| 2022.       | 2.766       |             |

| Етнички састав према попису из 2002.‍ | Етнички састав према попису из 2002.‍ | Етнички састав према попису из 2002.‍ | Етнички састав према попису из 2002.‍ | Етнички састав према попису из 2002.‍ |
| ------------------------------------ | ------------------------------------ | ------------------------------------ | ------------------------------------ | ------------------------------------ |
|                                      |                                      |                                      |                                      |                                      |
| Срби                                 | Срби                                 |                                      | 3.776                                | 97,72%                               |
| Роми                                 | Роми                                 |                                      | 69                                   | 1,78%                                |
| Македонци                            | Македонци                            |                                      | 4                                    | 0,10%                                |
| Југословени                          | Југословени                          |                                      | 4                                    | 0,10%                                |
| Муслимани                            | Муслимани                            |                                      | 3                                    | 0,07%                                |
| Мађари                               | Мађари                               |                                      | 2                                    | 0,05%                                |
| Украјинци                            | Украјинци                            |                                      | 1                                    | 0,02%                                |
| Бошњаци                              | Бошњаци                              |                                      | 1                                    | 0,02%                                |
| непознато                            | непознато                            |                                      | 1                                    | 0,02%                                |

| Година пописа     | 1948. | 1953. | 1961. | 1971. | 1981. | 1991. | 2002. |
| ----------------- | ----- | ----- | ----- | ----- | ----- | ----- | ----- |
| Број домаћинстава | 1.276 | 1.266 | 1.283 | 1.270 | 1.228 | 1.159 | 1.090 |

| Број чланова      | 1   | 2   | 3   | 4   | 5   | 6   | 7  | 8  | 9 | 10 и више | Просек |
| ----------------- | --- | --- | --- | --- | --- | --- | -- | -- | - | --------- | ------ |
| Број домаћинстава | 182 | 240 | 173 | 138 | 136 | 139 | 47 | 29 | 4 | 2         | 3,54   |

| Пол    | Укупно | Неожењен/Неудата | Ожењен/Удата | Удовац/Удовица | Разведен/Разведена | Непознато |
| ------ | ------ | ---------------- | ------------ | -------------- | ------------------ | --------- |
| Мушки  | 1.653  | 417              | 1.056        | 118            | 59                 | 3         |
| Женски | 1.645  | 203              | 1.059        | 344            | 39                 | 0         |
| УКУПНО | 3.298  | 620              | 2.115        | 462            | 98                 | 3         |

| Пол    | Укупно                    | Пољопривреда, лов и шумарство | Рибарство                            | Вађење руде и камена | Прерађивачка индустрија       |
| ------ | ------------------------- | ----------------------------- | ------------------------------------ | -------------------- | ----------------------------- |
| Мушки  | 968                       | 663                           | 0                                    | 0                    | 106                           |
| Женски | 608                       | 476                           | 0                                    | 0                    | 17                            |
| УКУПНО | 1.576                     | 1.139                         | 0                                    | 0                    | 123                           |
| Пол    | Производња и снабдевање   | Грађевинарство                | Трговина                             | Хотели и ресторани   | Саобраћај, складиштење и везе |
| Мушки  | 6                         | 30                            | 49                                   | 11                   | 25                            |
| Женски | 0                         | 1                             | 30                                   | 2                    | 6                             |
| УКУПНО | 6                         | 31                            | 79                                   | 13                   | 31                            |
| Пол    | Финансијско посредовање   | Некретнине                    | Државна управа и одбрана             | Образовање           | Здравствени и социјални рад   |
| Мушки  | 0                         | 10                            | 12                                   | 13                   | 16                            |
| Женски | 5                         | 4                             | 5                                    | 19                   | 32                            |
| УКУПНО | 5                         | 14                            | 17                                   | 32                   | 48                            |
| Пол    | Остале услужне активности | Приватна домаћинства          | Екстериторијалне организације и тела | Непознато            | Непознато                     |
| Мушки  | 14                        | 0                             | 0                                    | 13                   | 13                            |
| Женски | 6                         | 0                             | 0                                    | 5                    | 5                             |
| УКУПНО | 20                        | 0                             | 0                                    | 18                   | 18                            |

### Фамилије
По попису из 1921. године Селевац је имао, са свима засеоцима, 1.090 кућа са 6.616 становника. У том периоду је Б. Дробњаковић сачинио попис селевачких фамилија, заједно са њиховом историјом и пореклом.
Према тим подацима, у Селевцу су постојале следеће породице:
- Ишићи (Радишићи) — најстарија досељена породица, која се прва доселила у Селевцу. Куће су им најпре биле подигнуте код Ладне воде.
- Митровци — данас јако распрострањена породица. Њихов чукундеда Стоша, са два брата, дошао је са Косова, одакле је побегао од Турака. Имају више презимена и то су: Маџићи, Ицићи, Радојковићи, Карићи, Лазићи, Николичићи, Урошевићи, Јевтићи, Петронијевићи, Игњатовићи, Кеџићи, Реџићи, Васиљевићи, Сармандићи. Слава им је Митровдан (Св. Димитрије), па се зато зову општим именом Митровци.
- Јованци — Стара, велика породица. Тако се зову по слави Св. Јовану. Старином су од Косова. Они имају разна презимена: Ненадовићи, Јовичићи, Пантићи, Тагићи, Миловановићи, Будимкићи, Маричићи, Новаковићи, Јеремићи (Јеремијићи), Живанчевићи, Ђорђевићи. Има их око 250 кућа. Приликом сеобе са Косова, заједно су дошли деда, син и унук. Како је деда био стар и немоћан, те није могао да путује, остао је у Јагодини. Отац и син су дошли у село и од њих је цела ова породица. Раније су се презивали Мангуловићи, ради чега је и цео овај крај добио назив Мангулски крај.
- Ђурђевци — такође се доселили од Косова. То су породице: Стојићи, Живановићи, Јакшићи, Милошевићи, Милојевићи, Дачићи. Има их преко 150 домова.
- Јовановићи (Бугарчићи) — непознатог су порекла; има их свега седам домова
- Властићи — има их свега осам домова; њихови стари су се доселили од Лесковца
- Сарановци — има их шездесет домова. Пре око 200 година доселила су се два брата, Никола и Стока из Саранова (Јасеница-крагујевачки). Род су им Кузмићи у Мраморцу (Јасеница). Од ове су породице Гитарићи у Добродолу отишли на своја имања. Сарановци су следеће породице: Живановићи, Кркићи, Јеремијићи, Бинићи, Бацкићи, Виторовићи, Митрашиновићи, Сенићи.
- Ранћићи — има их око 10 породица; мајка их је довела из Стари Аџибеговца
- Бајчићи — дошли са Рудника; имају род у Лозовику
- Главашевићи — то су Петровићи и Бркићи. Род су са Ђокићима из Глибовца. Има их око двадесет и пет кућа.
- Мишићи — има их око 5 кућа; доселили се из Крајине
- Шепшинци — десет кућа; деда Јован дошао је из Шепшина (грочански), четврто су колено од досељавања.
- Роми (Грбићи и други) — било их је око 30 кућа, а данас преко 60. Куће су им у Циганском крају. Раније су становали под чергама у Шљивању (између Азање и Селевца).
- Вучићи — шест кућа; непознатог су порекла
- Симаковићи — њихови стари су се доселили овамо из Малог Орашја
- Терзићи — има их око 10 кућа; порекло им је непознато
- Пириватрићи — дошли су из Ћириловца (пожаревачки)
- Првуловићи — Павићи и Марковићи; Власи из пожаревачког округа
- Стижани — Роми, доселили се из Стига. Отприлике 4-5 кућа.
- Миљковићи — распрострањена породица, углавном у Каћиланском крају. (Каћилани) Сматра се да су пореклом са Косова, а доста породица има и по јужном делу Србије, углавном околина Ниша.
- Арсићи — две куће; дошли из Прека
- Вучковићи — Николићи и Шутићи, дванаест кућа. Доселили се из Црне Горе. Отац ове породице је тада имао 65 година. Био је пандур.
- Јовановићи — шест кућа; досељени са Косова
- Ристићи (Татомировићи) — пет кућа; непознато порекло
- Маџићи — доселили се од Соскића из Ковачевца
- Атанасијевићи — дошао отац 1869. године, из Зеленграда, Бугарска
- Цветковићи — отац Васа доселио се 1877. из околине Видина
- Чолићи (Илићи) — непознато порекло; око 5 кућа
- Поповићи (Јаникићи) — Осам кућа. Поп Тома дошао је из Јошанице
- Скрелићи — доселили се из Сабанте (крагујевачки)
- Ерићи — Четири куће Ере
- Кусачки (Стефановићи) — доселили се из Кусатка.
- Братуљевићи — једна кућа. Доселио се из Деретина (моравички-ужички).

### Религија
Становништво Селевца је претежно православне вероисповести. У селу се, у засеоку Ладне Воде, налазила првобитна црква која је 1813. године спаљена од стране Турака. То се место данас зове Старо село и то је основа Селевца, одакле су се раселили на данашња места по селу и по засеоцима.
Нова црква грађена је у периоду 1827—1832. године, на иницијативу Станоја Главаша. Због неслагања међу грађанима око места на ком би требало да буде нова црква, позван је и сам кнез Милош да својим присуством и ауторитетом одлучи да где ће се црква саградити. Према његовој одлуци, цркву је требало саградити у Мангулском крају, на месту где се дан-данас налази.
Црква брвнара Свете Тројице је саграђена од храстових брвана, а сам кнез Милош је приложио 500 гроша за њено грађење. Кров је изграђен од шиндре, а унутрашњост цркве декорисао је иконостасима Јања Молер 1834. Освештана је 1838. године и посвећена Силаску Светог духа.
Црква је касније преправљана и дорађивана, додат је трем и са унутрашње стране постављена ламперија. Такође, 2004. године је цркви додат нови кров од црепа, али је задржала основне карактеристике које је чине јединственом. Данас ова богомоља представља највећу цркву-брвнару са тремом у Србији, а од 1987. године налази се под заштитом државе као споменик културе од великог значаја.
- Црква брвнара
- Црква брвнара
- Унутрашњост цркве
- Звоник цркве
- Стари свештенички дом

## Култура
У културно-просветном погледу, Селевац је заостао иза других села, ближих Смедереву, Паланци и Младеновцу. Нема записаних података о оснивању и отварању прве школе у Селевцу, али по усменом предању, прва школа у Селевцу је основана негде између 1832. и 1840. године. Први учитељ новоосноване школе био је извесни абаџија Василије. Прва школска зграда подигнута је на месту где се и данас налази мала зграда, на Западној страни. Ова иста школска зграда је реновирана и обновљена 1894. године.
Године 1912. подигнута је нова школа на брду Источна страна. Општина је 1926. године подигла нову школску зграду и већу, до старе прве школске зграде. Модерна и опремљена садашња школска зграда, подигнута је самодоприносом мештана и помоћи Земљорадничке задруге од 400 милиона старих динара. Као први поп-учитељ помиње се Јован Милосављевић (1837—1841). Већ 1891. године, школа је имала три учитеља, који су били стручни. После неколико година, Селевац је имао четири учитеља. То су били: Радивоје Михаиловић, Бранислав Цветковић, Љубица и Лепосава Симовић.
Прва културно-уметничка група основана је 1923. године. Од прихода са представа и приредаба, набављене су књиге за новонасталу народну књижницу и читаоницу.
У Селевцу се, на згради дома културе, налази спомен-плоча палима у Народноослободилачком рату, а у непосредној близини, у самом центру села, смештена је и споменичка композиција посвећена палим борцима овог села из периода балканских, Првог и Другог светског рата. Споменик је постављен 1981. године, израдио га је вајар Славомир Милетић, а сачињен је од пет особа — једног солунца, једне партизанке и три борца НОР-а.
- ОШ Ђорђе Јовановић
- Дом културе Селевац
- Вртић у селу
- Споменик палим борцима
- Споменик палим борцима

## Знаменити Селевчани
- Драгољуб Гоша Лазић
- Дејан Илић (научник)

## Галерија
- Амбуланта у Селевцу
- Аутобуска станица
- Пошта у Селевцу
- Полицијска станица
- Хиподром у Селевцу